# 야마토 나데시코

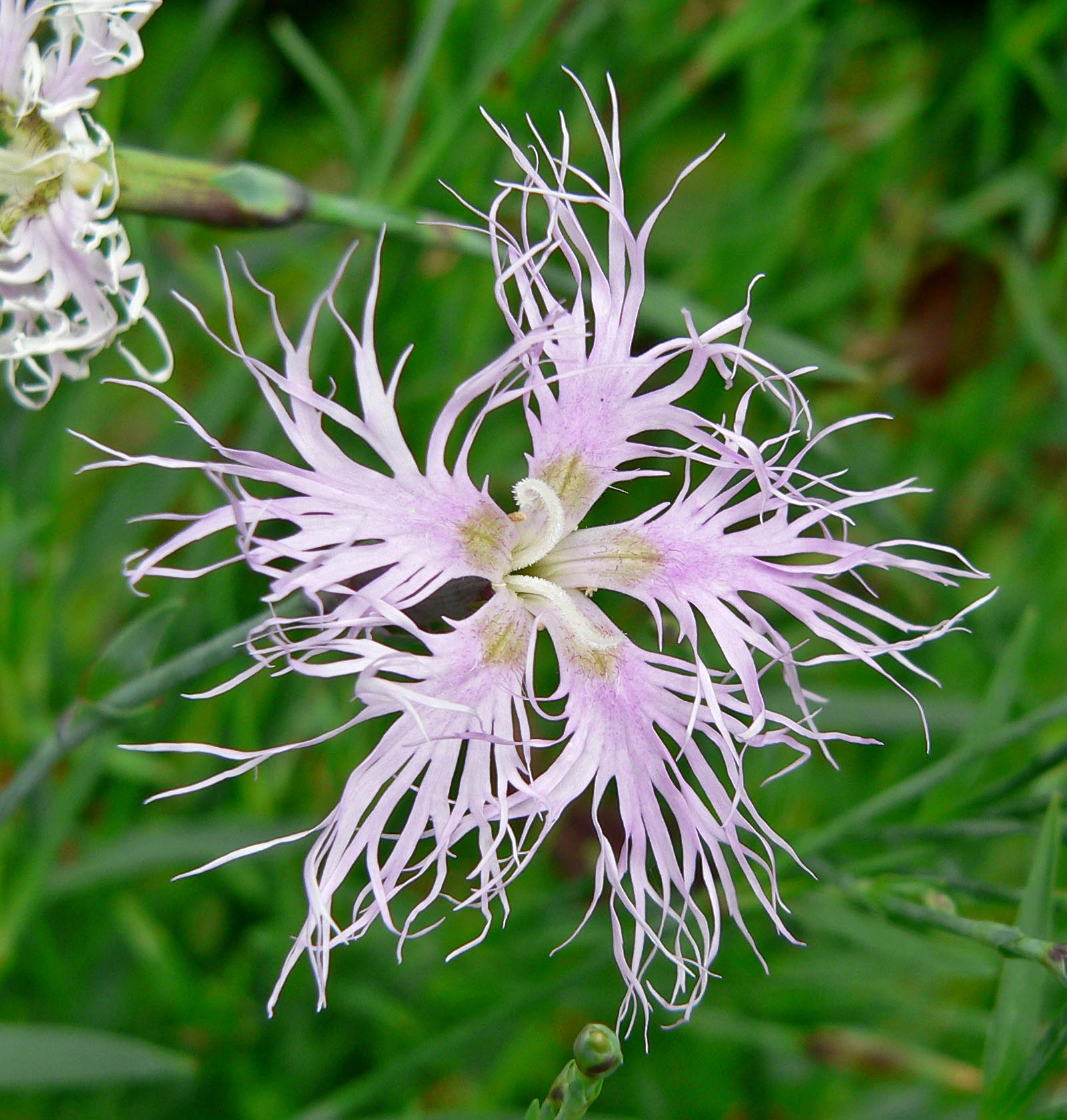
술패랭이꽃

야마토 나데시코(일본어: 大和撫子)는 일본에서 요조숙녀나 현모양처와 같은 전통적으로 이상적인 여성상을 가리키는 말이다. 일본을 의미하는 야마토(大和)에, 술패랭이꽃을 의미하는 나데시코(撫子)를 합하여 만든 말이다. 현대에 들어 거의 쓰이지 않으나 일본 여자 축구 국가대표팀의 별칭이 '나데시코 재팬'인 등 흔적이 남아있다.

## 같이 보기
- 현모양처